# Pallathur
Pallathur es una ciudad y nagar Panchayat situada en el distrito de Sivaganga en el estado de Tamil Nadu (India). Su población es de 9580 habitantes (2011). Se encuentra a 53 km de Sivaganga y a 88 km de Madurai.

## Demografía
Según el censo de 2011 la población de Pallathur era de 9580 habitantes, de los cuales 4754 eran hombres y 4826 eran mujeres. Pallathur tiene una tasa media de alfabetización del 85,78%, superior a la media estatal del 80,09%: la alfabetización masculina es del 91,25%, y la alfabetización femenina del 80,44%.